# Agrofert
Die Agrofert, a.s. (Eigenschreibweise: AGROFERT) ist ein tschechischer Konzern, der in den Bereichen Grundstoffindustrie, Chemie, erneuerbare Energien, Land- und Forstwirtschaft, Agrarhandel, Lebensmittelherstellung und Medien tätig ist. Der Hauptsitz befindet sich in Prag.
Das Unternehmen wurde von Andrej Babiš gegründet, der von Anfang 2014 bis Mai 2017 Vizepremier und Finanzminister und seit dem 13. Dezember 2017 bis 17. Dezember 2021 Ministerpräsident Tschechiens war. Alle 628 Anteile des Unternehmens werden von Andrej Babiš gehalten, davon 565 Anteile über die AB private trust I und 63 Anteile über die AB private trust II. Die Übertragung der Anteile erfolgte Ende 2017 im Zusammenhang mit der Wahl zum Ministerpräsidenten.

## Geschichte
Agrofert entstand 1993 als Tochter des staatlichen Außenhandelskonzerns der Tschechoslowakei, Petrimex. Es ist heute eines der größten Unternehmen und der größte private Arbeitgeber Tschechiens. Im Dezember 2001 erhielt es den Zuschlag bei der Privatisierung der Unipetrol. Da Agrofert nicht zahlte, erfolgte der Verkauf in einer zweiten Ausschreibung dann an Orlen. Agrofert besitzt 57.000 Hektar landwirtschaftliche Flächen (1,6 % der gesamten landwirtschaftlichen Nutzfläche), betreibt das zweitgrößte Bäckerei- und Molkereiunternehmen Tschechiens und den größten Schweinefleischproduzenten des Landes (Stand 2015). Mit der Übernahme von Lieken im Jahr 2013 setzte Agrofert seine Expansion im Ausland fort. Im selben Jahr wurde auch die bisher der Rheinisch-Bergischen Verlagsgesellschaft (Verlag der Zeitung Rheinische Post) gehörende Medienholding MAFRA durch die Agrofert-Tochter AGF Media a. s. übernommen. Sie verlegt die Nummer 1 und Nummer 3 unter den landesweit verbreiteten Zeitungen Tschechiens (Mladá fronta Dnes und Lidové noviny).
Am 2. Juni 2022 wurde bekannt, dass die Düngemittel-, Melamin- und Stickstoffsparte der österreichischen Borealis AG an Agrofert verkauft wird.
Am 1. September 2023 wurde angekündigt, die Medienholding MAFRA vollständig an die KAPRAIN Group des Unternehmers Karel Pražák zu verkaufen. Der Verkauf wurde von der tschechischen Wettbewerbsbehörde (Úřad pro ochranu hospodářské soutěže) am 9. Februar 2024 genehmigt.

## Korruptionsverdacht
Zwischen 2004 und 2013 erhielt Agrofert in Tschechien etwa 160 Millionen Euro Fördergelder der Europäischen Union. 2014 und 2015, als Babiš Finanzminister war, bekam das Unternehmen insgesamt 92 Millionen Euro. Insbesondere die Zunahme um 50 % in seinem ersten Amtsjahr, aber auch der damit verbundene Interessenskonflikt sind ein Diskussionsthema. Untersuchungen des Europäischen Amtes für Betrugsbekämpfung (OLAF) ergaben den Verdacht einer im Jahre 2008 möglicherweise erschlichenen Fördersumme von 50 Mio. Kronen (nach anderen Angaben 42 Mio. Kronen), d. h. weniger als 2 Mio. Euro, für ein Ferienresort, die aus EU-Fonds für kleine Unternehmen stammte. Die Firma wurde zu diesem Zweck ausgegründet, ist aber mittlerweile wieder im Konzernbesitz.
Ende Mai 2019 wurde aus einem vorläufigen Rechnungsprüfungsbericht der EU-Kommission bekannt, dass bis zu 17,4 Millionen Euro aus den europäischen Sozial-, Kohäsions- und Regionalfonds zurückgefordert werden könnten, die an Firmen der Agrofert-Holding gezahlt worden waren. Unter anderem heißt es darin „Die unparteiische und objektive Ausübung der Regierungsämter durch Herrn Babiš war beeinträchtigt“. Auch werden seit Dezember 2018 keine Agrarsubventionen mehr an den Konzern ausgezahlt. Begründet wird beides damit, dass der Gründer Andrej Babiš als Finanzminister und später als Ministerpräsident Tschechiens Einfluss auf die Vergabe dieser Gelder hat. Auch nachdem er seine Anteile an dem Unternehmen 2017 in private Treuhandfonds überführt hatte, seien Interessenskonflikte nicht auszuschließen, da Babiš die leitenden Personen der zwei Fonds (seine Ehefrau ist dabei lediglich sogenannte Protektorin) selbst bestellt hat und sie jederzeit abberufen kann. Entgegen der Eigentumsgarantie der tschechischen Verfassung wird darüber hinaus verschiedentlich beanstandet, dass Babiš nach seinem späteren Ausscheiden aus der Politik wieder Eigentümer von Agrofert wird. Anfang Juni 2019 nahm der oberste Staatsanwalt Tschechiens die zuvor betriebenen strafrechtlichen Ermittlungen gegen Babiš wieder auf, nachdem diese von einer niedrigeren Instanz der Staatsanwaltschaft zwischenzeitlich mangels Beweisen eingestellt worden waren.

## Agrofert in Deutschland
In Deutschland ist Agrofert unter anderen an folgenden Unternehmen beteiligt:

### SKW Stickstoffwerke Piesteritz GmbH
Die SKW Stickstoffwerke Piesteritz GmbH (kurz SKWP) ist ein Chemieunternehmen im Wittenberger Stadtteil Piesteritz. Es gehört zu den 50 größten Betrieben Mitteldeutschlands. Als Deutschlands größter Ammoniak- und Harnstoffproduzent produziert SKW Piesteritz mit einer Jahresleistung von über 4 Millionen Tonnen zum einen zahlreiche Industriechemikalien, zum anderen Spezialitäten der Agrochemie. Am Standort in der Lutherstadt Wittenberg, dem einzigen Agrochemie-Park Deutschlands, arbeiten auf 220 Hektar in über 30 Firmen etwa 1.500 Mitarbeiter.
AGROFERT Deutschland GmbH
Die AGROFERT Deutschland GmbH ist Anbieter für Betriebsmittel.
GreenChem GmbH
Die GreenChem GmbH ist Hersteller und Anbieter von AdBlue in Europa.
Wittenberger Data Center GmbH
Die Wittenberger Data Center GmbH (kurz WDCG) wurde aus der IT-Abteilung der SKW Piesteritz am 31. Januar 2017 gegründet. Ziel war es, alle IT-Aktivitäten der deutschen Gesellschaften von Agrofert zu bündeln. Seit dem 1. Juni 2022 ist die Wittenberger Data Center GmbH wieder Teil der Agrofert Deutschland GmbH.

### Lieken GmbH
Die Lieken GmbH (vormals Lieken AG) ist ein deutscher Backwarenhersteller. Bekannte Marken sind Golden Toast und Lieken Urkorn.
Lieken Brot- und Backwaren GmbH
Wittenberger Bäckerei GmbH
Die Wittenberger Bäckerei (kurz Wibage) ist eine Großbäckerei und wurde Anfang 2017 gegründet. Die Bäckerei nahm Anfang 2018 ihren regulären Betrieb auf. Als Tochter der Lieken produziert sie rund um die Uhr für diese, wie z. B. das Golden Toast und Lieken Urkorn.
Alle genannten Unternehmen haben ihren Sitz in der Lutherstadt Wittenberg.